# Bijleveld (afwatering)

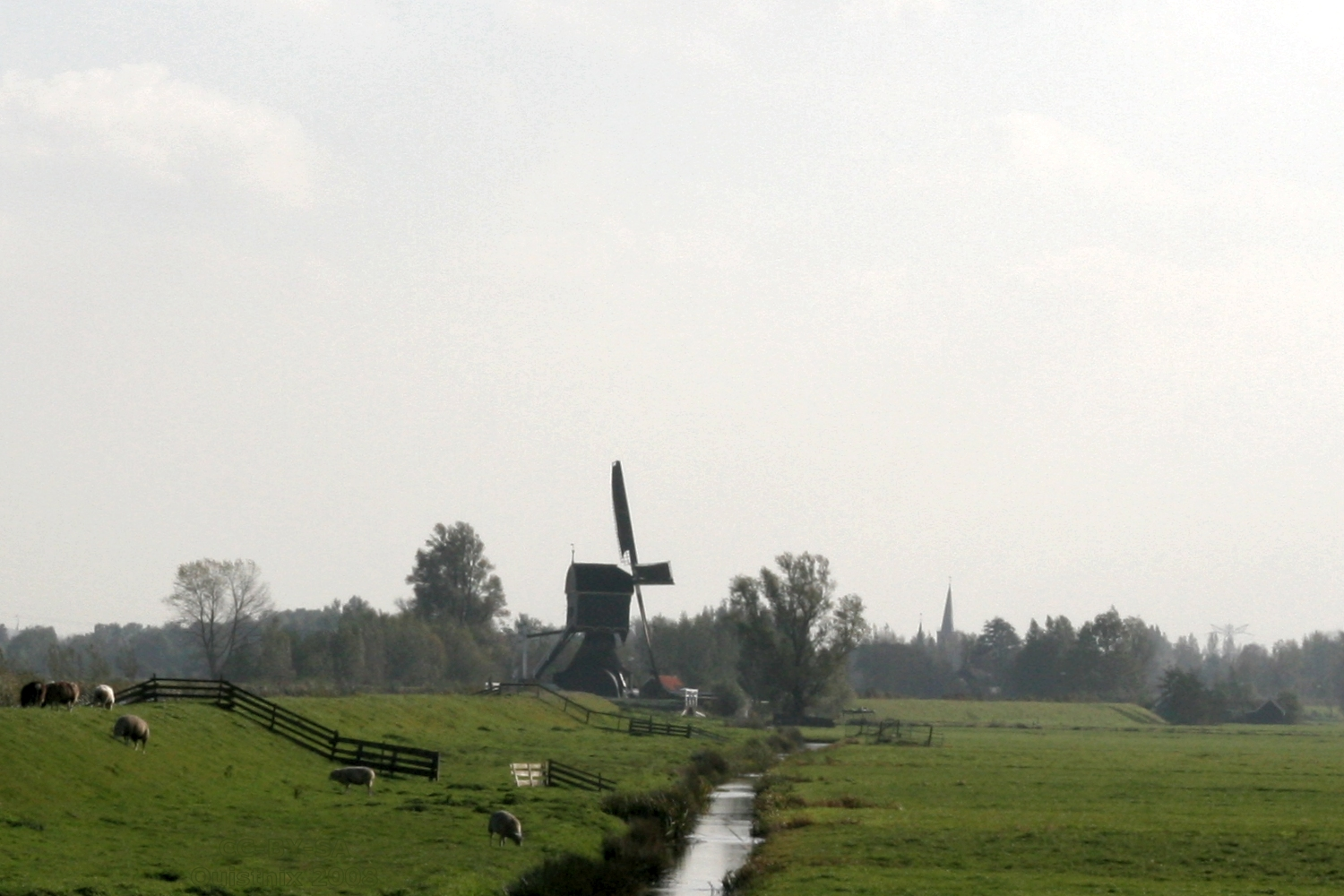
Kade van de Bijleveld met de Spengense Molen

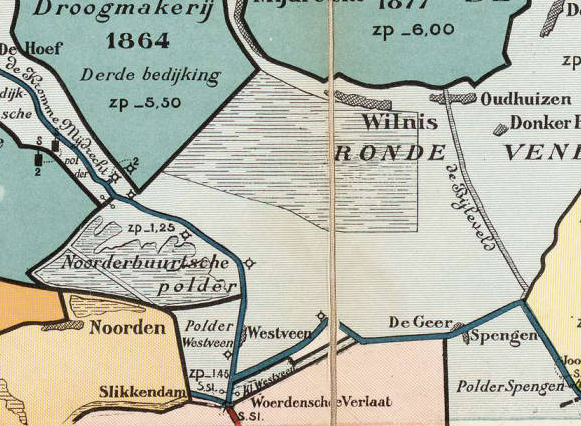

Bijleveld is een afwateringskanaal dat werd aangelegd in 1413 als alternatief voor de afwatering van overtollig water uit het Grootwaterschap Bijleveld en De Meerndijk. Tot 1413 werd het water op de Oude Rijn geloosd. Omdat dit onvoldoende werkte, werd het recht gekocht om water te lozen op de Amstel.

## Ligging
Hiervoor werd een watergang aangelegd vanaf de Oude Rijn bij Harmelen tot de rivier de Amstel bij Nessersluis. Het eerste deel van deze watergang maakte gebruik van de toen niet meer bevaren hoofdtak van de rivier de Rijn. Ongeveer een kilometer ten zuiden van Kasteel De Haar begon vervolgens een lang, nieuw gegraven kanaal langs de polder Gerverscop en de dorpen Kockengen, Wilnis en Waverveen. Het eindigde in de Amstel.

## Geschiedenis
In 1413 verleende de Hollandse graaf Willem VI het recht om de Bijleveld, te graven vanuit de Oude Rijn tot in de Amstel bij de Nes. De Bijleveld diende voor de afvoer van water, maar werd ook een drukke scheepvaartroute. Bij de aanleg was het waterpeil nog gelijk aan dat van de Amstel, maar over de tijd klonk het aangrenzende veengebied steeds verder in. Door deze bodemdaling kwam de Bijleveld lager te liggen en in 1674 werd de bouw van vier schutsluizen, waaronder de Nessersluis bij de Amstel, aangekondigd.
In 1849 werd de Nessersluis nog vernieuwd, maar in 1896 werd de sluis afgebroken. Op 10 december 2015 heeft het Waterschap Amstel, Gooi en Vecht een kunstwerk geplaatst als verwijzing naar de oude sluis.